# وريد خلفي للبطين الأيسر
الوَريدُ الخَلْفِيُّ للبُطَينِ الأَيسَر يجري في السطح الحجابي للبطين الأيسر إلى الجيب التاجي. وقد ينتهي في الوريد القلبي الكبير.